# General Argus
Argus Fagundes Ourique Moreira, mais conhecido como General Argus, nasceu em 11 de março de 1922 na cidade de Porto Alegre, Rio Grande do Sul, Brasil e faleceu em 2 de março de 2014 na cidade do Rio de Janeiro, Rio de Janeiro, Brasil. Foi responsável pelo projeto e construção dos primeiros aceleradores lineares de partículas no Brasil.

## Biografia
Argus Moreira ingressou como aspirante da Arma de Cavalaria, em janeiro de 1944, na Escola Militar do Realengo, no Rio de Janeiro, e durante sua carreira militar chegou à patente de General de Divisão do Exército.
Serviu no Regimento Osório, em Porto Alegre; no 15º Regimento de Cavalaria, em Guarapuava; no 2º Regimento de Cavalaria Mecanizado, em Porto Alegre; na 2ª Companhia Média de Manutenção, em Porto Alegre; no 1º Regimento de Cavalaria, em Itaquí; na Escola Técnica do Exército, no Rio de Janeiro; no Estado-Maior das Forças Armadas, no Rio de Janeiro; na Comissão Permanente de Material e Pesquisas Militares, no Rio de Janeiro; na Diretoria de Estudos e Pesquisas Tecnológicas, no Rio de Janeiro; na Diretoria Geral de Pesquisas e Provas, no Rio de Janeiro; na Comissão Nacional de Energia Nuclear, no Rio de Janeiro.
Cursou a Escola de Motomecanização, no Rio de Janeiro; a Escola Técnica do Exército (atualmente Instituto Militar de Engenharia (IME)), no Rio de Janeiro; Graduou-se em Engenharia Eletrônica, na primeira turma dessa especialização no IME, no Rio de Janeiro. Realizou extensão universitária, na Escola Nacional de Engenharia (atualmente Universidade Federal do Rio de Janeiro (UFRJ)), no Rio de Janeiro; fez doutorado em Física de Aceleradores de Partículas, na Faculdade de Ciências de Paris, em Paris (França).
Lecionou na Escola Técnica do Exército, nas cadeiras de Aplicações Industriais da Eletrônica, Ondas Ultra-curtas,  Eletricidade Geral, e Retificadores e Inversores; no IME, nas cadeiras de Dinâmica Técnica, Eletrônica, Micro-ondas, Matemática Superior Aplicada, Teoria Eletromagnética, Monografia e Métodos Gráficos, e Eletricidade Geral; no Departamento de Engenharia Elétrica da Pontifícia Universidade Católica do Rio de Janeiro (PUC-RJ), nas cadeiras de Matemática Superior, Matemática Aplicada e Teoria Eletromagnética; na Escola Pós-graduada da PUC-RJ, nas cadeiras de Teoria Eletromagnética Avançada e Eletrônica de Micro-ondas; e orientou teses de Mestrado e Doutorado na área de Eletromagnetismo.
Foi Chefe da Divisão de Eletrônica da Escola Técnica do Exército, no Rio de Janeiro; foi Professor Titular do Centro Brasileiro de Pesquisas Físicas (CBPF), no Rio de Janeiro; foi Diretor do Departamento de Aceleradores de Partículas, no CBPF; e foi Pesquisador Emérito do CBPF.
Projetou e dirigiu a construção e instalação de um acelerador linear de elétrons, no IME, na Universidade de São Carlos e de três aceleradores lineares de elétrons, no CBPF.
Foi o representante do Ministério do Exército na Comissão Coordenadora de Pesquisa Tecnológica, do Conselho Nacional de Pesquisas; foi Diretor do Instituto de Pesquisa & Desenvolvimento; foi Diretor da Diretoria de Pesquisa e Ensino Técnico;
foi Vice-chefe do departamento de Estudos e Pesquisas; e foi Presidente da Comissão Executiva para a Implantação do Centro Tecnológico do Exército.
Integrou a Comissão de Estudos para a criação do Curso de Engenharia Nuclear, da Escola Nacional de Engenharia; integrou o Grupo de trabalho para a instalação de um acelerador linear, do Conselho Nacional de energia Nuclear; foi Coordenador do Grupo de Trabalho do Carro de Reconhecimento Sobre Rodas; integrou o Grupo de Trabalho de Armamento e Torre, para atualização dos carros de combate M3 Stuart (M3 A1) e M3 Lee (M3 M4); e integrou a Comissão Brasileira de Atividades Espaciais.	

## Centro Brasileiro de Pesquisas Físicas
Chegou ao CBPF em 1953, por determinação da presidência do CNPq. Lá se engajou na Divisão de Pesquisas Eletrônicas da qual era chefe o Eng. Gerald Hepp e, pouco depois, transferiu-se para a Divisão de Raios Cósmicos coordenada por César Lattes. Bolsista do CNPq, chefe de Divisão (quando Lattes viajava para o Laboratório de Chacaltaya, na Bolívia) e contratado na categoria de engenheiro foi professor de eletrônica básica no Departamento de Ensino e co-autor, com o Majos Hélio Severo Leal, do relatório sobre os Trabalhos Realizados para a Regularização da Corrente Criadora do Campo Magnético do Ciclotron de 21", encomendado pelo CNPq, em 1956. Afastou-se para o doutoramento na Faculdade de Ciências de Paris.

## Condecorações
- Grau de Cavaleiro, da Ordem do Mérito Militar
- Grau de Comendador, da Ordem do Mérito Militar
- Grau de Grande Oficial, da Ordem do Mérito Militar
- Medalha Militar de prata
- Medalha Militar de ouro
- Medalha do Mérito Santos-Dumont
- Medalha do Pacificador
- Ordem Nacional do Mérito Científico